# 이상은 (배우)
이상은(1974년 11월 8일~)은 대한민국의 배우이다.

## 학력
- 수원여자대학 시각디자인과

## 경력
- 1996년 SBS 6기 공채 탤런트

## 출연작

### 드라마
- 1994년 MBC 주간드라마 《사춘기》
- 1995년 KBS2 주말드라마 《젊은이의 양지》 - 소녀 조현지(하현지) 역
- 1996년 SBS 청소년드라마 《성장느낌 18세》
- 1996년 SBS 드라마스페셜 《8월의 신부》
- 1997년 SBS 월화드라마 《여자》
- 1997년 SBS 일일연속극 《지평선 너머》
- 1997년 SBS 월화드라마 《연어가 돌아올 때》
- 1997년 SBS 단막극 《SBS 70분드라마》
- 1998년 SBS 아침연속극 《겨울 지나고 봄》
- 1998년 SBS 주말 특별기획 드라마 《삼김시대》 - 김대중댁 식모 역
- 1998년 SBS 일일시트콤 《순풍산부인과》
- 1998년 SBS 주말극장 《사랑해 사랑해》
- 1998년 SBS 일일연속극 《7인의 신부》
- 1998년 SBS 드라마스페셜 《승부사》
- 1998년 SBS 일일연속극 《미우나 고우나》
- 1998년 SBS 단막극 《전설야사 - 열녀문》
- 1999년 SBS 아침드라마 《지금은 사랑할 때》
- 1999년 SBS 일요드라마 《카이스트》
- 1999년 SBS 주말극장 《젊은 태양》
- 1999년 SBS 일일연속극 《약속》
- 1999년 SBS 아침드라마 《그녀의 선택》
- 1999년 SBS 드라마스페셜 《토마토》
- 1999년 SBS 월화드라마 《맛을 보여드립니다》
- 1999년 SBS 일요아침드라마 《달콤한 신부》
- 2000년 SBS 월화드라마 《사랑의 전설》
- 2000년 SBS 주말극장 《덕이》
- 2000년 SBS 드라마스페셜 《여자만세》
- 2001년 SBS 일일연속극 《이 부부가 사는 법》
- 2002년 KBS2 《부부클리닉 사랑과 전쟁》
- 2002년 SBS 월화드라마 《야인시대》 - 상록수 잡지사 여기자, 청년 김해숙 역 (1부 출연)
- 2006년 SBS 대하드라마 《연개소문》
- 2007년 KBS N 옴니버스 드라마 《사랑은 쉬지 않는다》 - 가을비 역 (4부 출연)
- 2007년 SBS 월화드라마 《내 남자의 여자》
- 2008년 SBS 드라마 스페셜 《온에어》
- 2008년 MBC every1 추리사극 드라마 《별순검 시즌2》

### 영화
- 2014년 《좀비스쿨》 - 영양사 역

## 수상
- 1994년 미스해태 썬키스트상